# Клајд (Њујорк)
Клајд (енгл. Clyde) град је у америчкој савезној држави Њујорк.

## Демографија
По попису из 2010. године број становника је 2.093, што је 176 (-7,8%) становника мање него 2000. године.
| Група             | 2000.         | 2010.         |
| Белци             | 2.054 (90,5%) | 1.829 (87,4%) |
| Афроамериканци    | 129 (5,7%)    | 94 (4,5%)     |
| Азијати           | 1 (0,0%)      | 10 (0,5%)     |
| Хиспаноамериканци | 42 (1,9%)     | 83 (4,0%)     |
| Укупно            | 2.269         | 2.093         |